# Bill Hooker
William Bruce „Bill” Hooker (ur. 31 marca 1949) – australijski lekkoatleta, specjalizujący się w biegach na 400, 800 oraz 400 metrów przez płotki.
Lekkoatletką była także żona Hookera – Erica Nixon, skoczkini w dal. Ich syn – Steve Hooker to złoty medalista igrzysk olimpijskich i mistrzostw świata w skoku o tyczce.

## Osiągnięcia
- 4 medale Igrzysk Konferencji Pacyfiku (Tokio 1969 – srebro w biegu na 400 m przez płotki i brąz w sztafecie 4 x 400 metrów i Toronto 1973 – srebro na 800 metrów oraz brąz na 400 metrów)
- 4. (sztafeta 4 x 400 m) oraz 6. (bieg na 800 m) miejsce podczas Igrzysk Brytyjskiej Wspólnoty Narodów (Christchurch 1974)
- trzy medale mistrzostw Australii w kategorii juniorów (1966 – srebro na 400 metrów i 1967 – złoto na 400 metrów oraz srebro na 200 m)
- 8 medali seniorskich mistrzostw Australii:
  - 1968 – złoto na 400 metrów[1]
  - 1969 – dwa złote medale (bieg na 400 m i bieg na 400 m przez płotki)
  - 1971 – dwa srebrne medale (bieg na 400 m i bieg na 400 m przez płotki)
  - 1972 – złoto na 400 metrów[2]
  - 1973 – brąz na 800 metrów
  - 1974 – srebro na 800 metrów

## Rekordy życiowe
- bieg na 400 m przez płotki – 50,6 (1969)[3]
- bieg na 800 m – 1:45,36 (1973)